# Bukownica Wielkopolska
Bukownica Wielkopolska – przystanek osobowy w Bukownicy na linii kolejowej nr 383, w województwie wielkopolskim, w powiecie ostrzeszowskim, w Polsce.